# Suore dell'Immacolata
Le Suore dell'Immacolata, dette anche Immacolatine, sono un istituto religioso femminile di diritto pontificio.

## Storia
La congregazione venne fondata a Genova il 15 ottobre 1876 dal sacerdote italiano Agostino Roscelli (1818-1902) per la protezione e la formazione professionale delle ragazze bisognose. L'istituto ottenne l'approvazione diocesana nel 1891 e ricevette il pontificio decreto di lode nel 1913; le sue costituzioni vennero approvate definitivamente dalla Santa Sede il 7 maggio 1935.
Il fondatore, beatificato nel 1995, è stato proclamato santo da papa Giovanni Paolo II il 10 giugno 2001.

## Attività e diffusione
Le Suore dell'Immacolata Concezione si dedicano all'istruzione e all'educazione cristiana della gioventù, all'assistenza dei malati e ad altre opere di carità.
Oltre che in Italia sono presenti in Argentina, Canada, Cile, Etiopia e Romania: la sede generalizia è a Roma.
Al 31 dicembre 2005 l'istituto contava 280 religiose in 41 case.